# Maladie de Borna
La maladie de Borna, BDV pour Borna disease virus, également appelée en français maladie du cheval triste, est une maladie d'origine virale provoquant une méningoencéphalite généralement fatale qui touche principalement les chevaux et les moutons en Europe centrale.

## Histoire
La maladie de Borna est décrite à la fin du XIXe siècle en Allemagne. Son nom provient de la ville de Borna, dans laquelle de nombreux chevaux meurent de cette maladie en 1885 ou 1895. La région est à l'époque touchée de manière sporadique par cette maladie.
Elle est identifiée comme maladie infectieuse en 1929, et le virus qui en est à l'origine est identifié en 1990. Le génome de ce virus est séquencé en 1994. Il semble stable, puisque l'isolat datant de 1929 est extrêmement proche de celui étudié beaucoup plus récemment. 
La vaccination contre la maladie de Borna est rendue obligatoire de 1962 à 1992 en Allemagne de l'Est, avec une efficacité qui est questionnée. 

## Étiologie
La maladie de Borna est causée par le Bornavirus. Il s'agit d'un virus enveloppé à ARN monocaténaire de polarité négative, appartenant à la famille des Bornaviridae et à l'ordre des Mononegavirales,.

## Épidémiologie
La maladie de Borna peut infecter une large diversité d'espèces à sang chaud. Les chevaux et les moutons sont les principales espèces concernées, mais la maladie est également décrite chez la chèvre, le chat, le chien, des bovins, des lapins, des lamas, des oiseaux et des espèces sauvages comme le lynx et le renard. La question de l'existence de la maladie de Borna chez l'être humain est controversée,. Un article publié dans The Lancet en 2020 affirme cependant que la maladie de Borna a été identifiée chez huit patients humains décédés entre 1999 et 2019 en Allemagne.
Elle est considérée comme une épizootie. Elle touche ainsi majoritairement des animaux situés en Europe centrale et dans le sud de l'Allemagne. Des cas isolés ont également été identifiés dans d'autres pays plus éloignés, comme le Japon. 
Son mode de transmission est plutôt mal connu. La maladie de Borna se transmet par voie aérienne, possiblement via les sécrétions nasales, oculaires et salivaires d'animaux infectés, ou des aliments contaminés par ceux-ci. Elle se déclare plus fréquemment au printemps et en été. L'incidence de la maladie serait comprise entre 0,02 et 0,04 %.
La musaraigne constitue une espèce réservoir pour cette infection virale,. Les individus d'autres espèces infectés mais ne présentant pas de signe clinique pourraient également être sources de contamination.
La maladie de Borna est généralement fatale et peut atteindre 100 % des chevaux qui développent une forme aigue. Certains individus peuvent être infectés sans avoir de symptômes, et d'autres au contraire développer une forme chronique de la maladie.

## Physiopathologie
Le virus de Borna est capable d'infecter plusieurs types cellulaires, mais il se réplique le plus facilement dans les cellules nerveuses.
L'infection entraîne une réaction immunitaire de type cellulaire. 
La réplication du virus dans l'organisme au sein du système nerveux provoque une méningo-encéphalite.

## Signes cliniques
Les signes cliniques sont variés et non spécifiques.
Chez le cheval, peu d'individus infectés présentent des symptômes. L'infection peut être ainsi subclinique, mais aussi aigue ou chronique. Lorsque les signes cliniques se déclarent, après une période d'incubation comprise entre quelques semaines et quelques mois, des signes peu spécifiques caractérisent la phase initiale : une hyperthermie, de l'anorexie, des coliques, de la constipation,. La phase aigue signe l'apparition de troubles neurologiques et comportementaux, variables selon les individus. Ces signes cliniques peuvent inclure hyperesthésie, déficit proprioceptif, postures anormales, grincements de dents, léthargie, hyperexcitabilité, somnolence, stupeur. La phase terminale, l'animal peut développer des convulsions, des paralysies, du pousser-au-mur, jusqu'à un décubitus avec des convulsions avant la mort. Les chevaux qui survivent à la phase aigue de la maladie peuvent développer une forme chronique, susceptible de se réactiver ultérieurement dans la vie de l'animal.
Chez le mouton, les signes sont principalement d'ordre locomoteur, avec une ataxie, et d'ordre comportemental.

## Diagnostic
Le diagnostic de cette maladie est délicat.
Chez le cheval, le diagnostic différentiel inclut la rage, le botulisme, les infections à Herpèsvirus, les encéphalites transmises par des tiques et les encéphalomyélite virales et parasitaires.

## Prévention
Les animaux atteints doivent être isolés des autres individus, et des désinfectants efficaces contre les virus doivent être employés pour l'hygiène des locaux infectés.